# Oswald Marr
Oswald Marr (* 29. März 1947 in Schmölz) ist ein deutscher Politiker (SPD) und war von Dezember 1998 bis Dezember 2016 Landrat des Landkreises Kronach.

## Leben
Marr absolvierte eine kaufmännische Lehre. Er gehörte dem Bundesgrenzschutz im Rang eines Meister des BSG an und war am Coburger Standort tätig. Weitere Stationen seiner Laufbahn waren die Mitarbeit in der Kreiskämmerei am Landratsamt Kronach sowie als Leiter der Geschäftsstelle des Landrats.
Kommunal betätigte sich Marr als Kassenverwalter der Gemeinde Ebersdorf bei Coburg. Von 1978 bis 1990 saß er im Marktgemeinderat von Küps und war dort SPD-Fraktionsvorsitzender. Von 1978 bis 1981, sowie erneut von 1990 bis 1998, war er Kreisrat im Landkreis Kronach. Vom 1. Mai 1990 bis zum 20. Dezember 1998 bekleidete Marr das Amt des Ersten Bürgermeisters von Küps. 
Marr stellte sich erfolgreich der Wahl zum Landrat des Landkreises Kronach und trat dieses Amt am 21. Dezember 1998 an. Im Jahr 2004 und am 4. Juli 2010 (66,17 Prozent der Stimmen) wurde er jeweils für sechs Jahre wieder gewählt; die Amtszeit endet am 20. Dezember 2016. Bei der Wahl 2016 verzichtete er auf eine erneute Kandidatur. Der CSU-Politiker Klaus Löffler wurde zu seinem Nachfolger gewählt.
2017 wurde ihm auf Beschluss des Kronacher Kreistags der Ehrentitel „Altlandrat“ verliehen. 2022 wurde er Ehrenbürger der Marktgemeinde Küps.
Marr ist evangelisch, seit 1967 verheiratet und hat drei Kinder.